# توماس بيريز
توماس بيريز (بالإنجليزية: Thomas Perez)‏ (ولد 1961 – م في بوفالو، نيويورك.) هو سياسي ومحامي أمريكي يشغل منصب رئاسة اللجنة الوطنية للحزب الديمقراطي منذ فبراير 2017. كان وزيرًا للعمل ضمن إدارة الرئيس باراك أوباما من 2013 وحتى 2017. ينحدر بيريز من أسرة من المهاجرين من جمهورية الدومينيكان، وتعلم في جامعة براون، وكلية كينيدي بجامعة هارفارد، وكلية هارفارد للحقوق.
انتخبه أعضاء اللجنة الوطنية للحزب الديمقراطي في 25 فبراير 2017 رئيسًا للحزب. وعقب انتخابه مباشرة، اختار كيث إليسون الذي حل ثانيًا في الانتخابات نائبًا له.